# Datorii de război
Datoriile de război sunt credite de rambursat, de regulă unui alt stat, credite ce au fost create prin costurile ridicate necesare finanțării unui război. Un exemplu sunt creditele acordate de SUA, în cea mai mare parte Regatului Unit în timpul primului război mondial. Creditul primit împreună cu dobânda a atins suma de 26,5 miliarde de dolari (5,5 miliarde lire sterline). După război URSS a refuzat plătirea datoriilor din timpul regimului țarist. Forțele Aliate europene voiau să pretindă aceași sumă cu datoriile americane, ca despăgubire de la Germania învinsă. Forțele Aliate au început să achite datoriile lor statului american, numai după ce Germania a început în 1924 să plătească în rate aliaților despăgubirile de război. SUA va primi de la aliați numai 2,7 miliarde de dolari, cea ce reprezintă 12,25 % din datorii.